# Medical Subject Headings
Le Medical Subject Headings ou MeSH est un système de métadonnées médicales en langue anglaise utilisé pour l'indexation d'articles en sciences de la vie. Ce thesaurus a été lancé et est toujours maintenu par la Bibliothèque nationale de médecine des États-Unis d'Amérique. Il comporte près de 30 000 descripteurs et est mis à jour annuellement. Il est notamment utilisé pour l'indexation des articles de la base de données MEDLINE et son moteur de recherche PubMed.
Bien qu'en langue anglaise, le MeSH est traduit dans plusieurs langues. La traduction française est entretenue par l'Inserm.